# Тумурова Дарія Касьянівна
Дарія Касьянівна Тумурова — мотальниця Улан-Уденськой тонкосуконної фабрики імені 25-річчя Бурятської АРСР Міністерства легкої промисловості РРФСР, Герой Соціалістичної Праці (1971).

## Біографія
Народилася в 1924 році в селі Алят Балаганського повіту Іркутської губернії (нині Аларського району Усть-Ординського Бурятського округу Іркутської області). Бурятка.
Тривалий час працювала на Улан-Уденській тонкосуконній фабриці в Бурятській АРСР. Заслужений працівник текстильної та легкої промисловості РРФСР.
Указом Президії Верховної Ради СРСР від 5 квітня 1971 року за видатні успіхи в достроковому виконанні завдань п'ятирічного плану і великий творчий внесок у розвиток виробництва тканин, трикотажу, взуття, швейних виробів та іншої продукції легкої промисловості Тумуровій Дарії Касьянівні присвоєно звання Героя Соціалістичної Праці з врученням ордена Леніна і золотої медалі «Серп і Молот».